# Pietro Badoglio
Pietro Badoglio (Grazzano Badoglio, 29 juli 1871 - aldaar, 1 november 1956) was een militair en politicus in het koninkrijk Italië.

## Levensloop
Na het dienen in de Eerste Wereldoorlog was hij stafchef van het Italiaanse leger. Hij had een grote invloed op de koning, en toen de parlementaire democratie begin jaren '20 op haar einde liep, werd een benoeming van generaal Badoglio tot premier verwacht. Het was echter Mussolini die de macht greep.
Badoglio werd gouverneur van Libië (1929–33) en volgde generaal Emilio De Bono op als bevelhebber bij de Ethiopische verovering, hetgeen hij (1936) succesvol volbracht. Hij werd in de Italiaanse adelstand verheven als hertog van Addis Abeba en verbleef enige tijd in Ethiopië als onderkoning. Hij werd leider van de Italiaanse algemene dienst tot 1940. Na de val van Mussolini werd hij door koning Victor Emmanuel III benoemd tot premier van Italië in 1943. Hij sloot op 8 september een wapenstilstand met de geallieerden en dat terwijl de opmars van de geallieerden op Italiaans grondgebied in volle gang was en er grote aantallen Duitse troepen aanwezig waren. Op 23 september werd nog eens een gedetailleerder wapenstilstandsverdrag getekend op Malta. Op 13 oktober verklaarde het koninkrijk Italië de oorlog aan nazi-Duitsland. Badoglio had echter te kampen met de oppositie in Italië en trad op 9 juni 1944 af en werd opgevolgd door Ivanoe Bonomi.
Pietro Badoglio ontving de Amerikaanse Army Distinguished Service Medal.
Zijn kleinzoon Duca Gian Luca woont op Villa Rota in Flambruzzo, en bezit veel historische foto's, schilderijen en de tafel waaraan de overeenkomst met de geallieerden werd getekend.

## Militaire loopbaan
- Tweede luitenant (Sottotenente), Koninklijk Italiaans Leger: 16 november 1890[4]
- Eerste luitenant (Primo Tenente), Koninklijk Italiaans Leger: 7 augustus 1892[4]
- Kapitein (Capitano), Koninklijk Italiaans Leger: 13 juli 1903[4]
- Majoor (Maggiore), Koninklijk Italiaans Leger:[4]
- Luitenant-kolonel (Tenente Colonello), Koninklijk Italiaans Leger: 25 februari 1915[4]- 1 maart 1915[1]
- Kolonel (Colonello), Koninklijk Italiaans Leger: 25 mei 1916[5][4][1]
- Brigadegeneraal (Generale di Brigata), Koninklijk Italiaans Leger:
- Generaal-majoor (Generale di Divisione), Koninklijk Italiaans Leger: 27 augustus 1916[5][1]
- Luitenant-generaal (Luogetenente Generale), Koninklijk Italiaans Leger:[4] 23 augustus 1917[5][1]
- Maarschalk van Italië (Maresciallo d'Italia), Koninklijk Italiaans Leger:  17 juni 1926[5][1]

## Onderscheidingen
- Ridder in de Orde van de Aankondiging in 1929[5]
- Orde van de Italiaanse Kroon
  - Grootkruis op 30 december 1919[5]
  - Grootofficier op 11 november 1918[5]
  - Commandeur op 30 december 1917[5]
  - Ridder op 4 juni 1908[5]
- Orde van Sint-Mauritius en Sint-Lazarus
  - Grootkruis op 17 juli 1921[5]
  - Commandeur op 18 juni 1920[5]
  - Grootofficier op 13 september 1917[5]
- Grootkruis in de Militaire Orde van Savoye op 6 november 1918[5]
- Grootofficier in de Koloniale Orde van de Ster van Italië[5]
- Commandeur in de Orde van het Heilig Graf op 4 december 1939[5]
- Herinneringsmedaille voor militaire operaties in Italiaans Oost-Afrika, 1935-36[5]
- Herinneringsmedaille voor de Campagne in Libië[5]
- Zilveren medaille voor Dapperheid[5]
- Bronzen medaille voor Dapperheid[5]
- Croce d'oro per anzianità di servizio[5]
- Intergeallieerde Medaille
- Herinneringsmedaille van de Eenheid van Italië
- Herdenkingsmedaille van de Italiaanse-Oostenrijkse Oorlog 1915-1918 (4 jaar van campagne)